# Malus crescimannoi
Il melo di Crescimanno (Malus crescimannoi Raimondo, 2006) è una specie della famiglia delle Rosacee endemica della Sicilia, presente nel settore nord-orientale dell'Isola, facente capo al sistema orografico dei Monti Nebrodi nella fascia submontana e montana in prossimità del fiume Flascio, del monte Soro e della faggeta di Sollazzo Verde.
L'epiteto specifico è un omaggio a Francesco Giulio Crescimanno, studioso di arboricoltura dell'Università degli Studi di Palermo.

## Descrizione

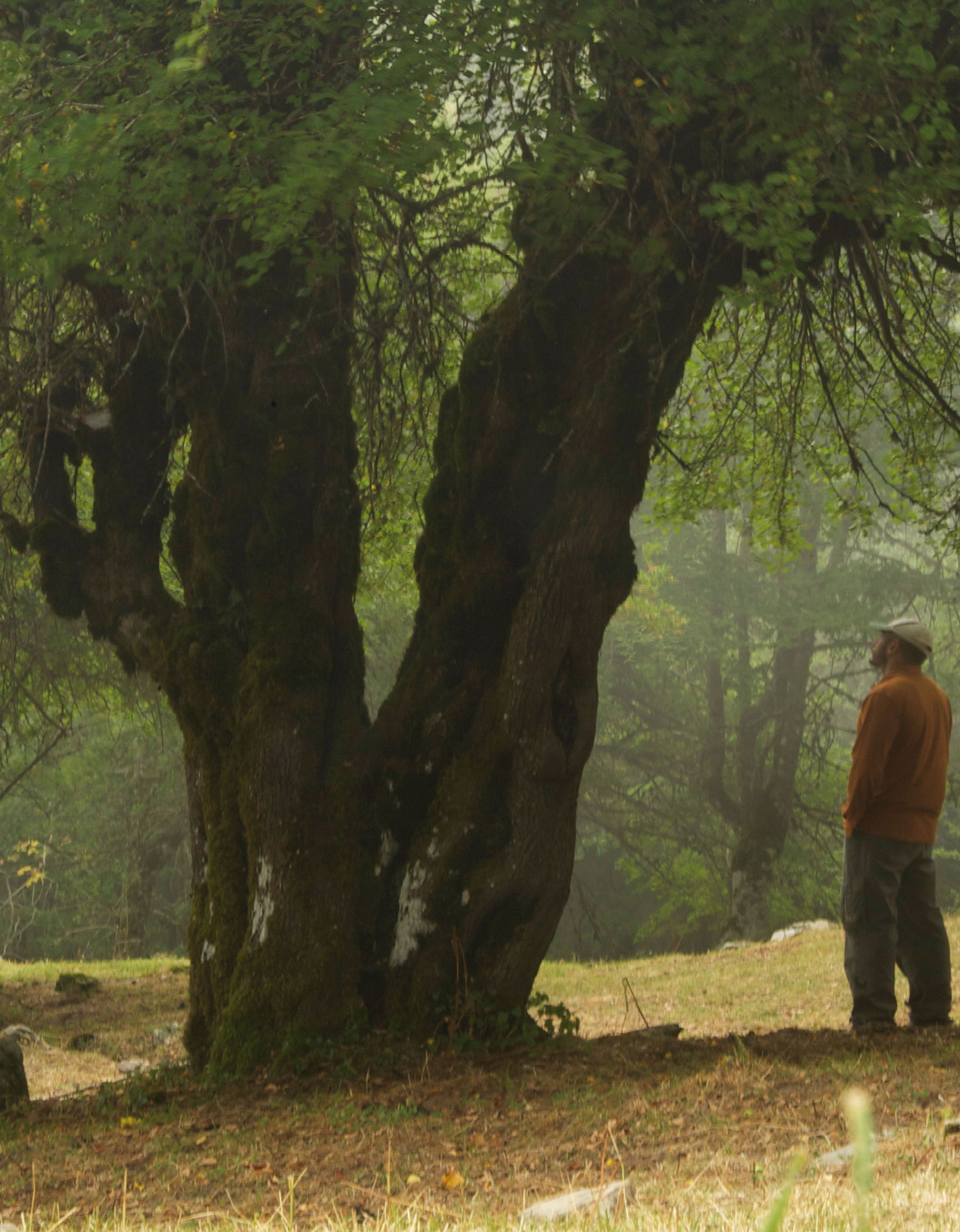
Particolare del tronco

Albero policormico di 5–10 m di altezza.

### Fusto
Tronco ricoperto di corteccia screpolata. Rami del primo ordine di diffusione scarsamente spinosi; i giovani sottili, estesi, con piccole gemme coniche di 4-5 × 2,5–3 mm; germoglio glabro, ciliato al margine.

### Foglie
Lamine fogliari (40) 45-55 (60) × 15-35 (40) mm, ovatelanceolate a forma ellittica, a volte ovali, acuminate, con base cuneata e seghettata al margine per la maggior parte della sua lunghezza, a volte crenulate, pelose quando giovani, più o meno glabre su entrambe le facce, quando mature; picciolo (15) 20-40 (45) mm di lunghezza, peloso.

### Fiori

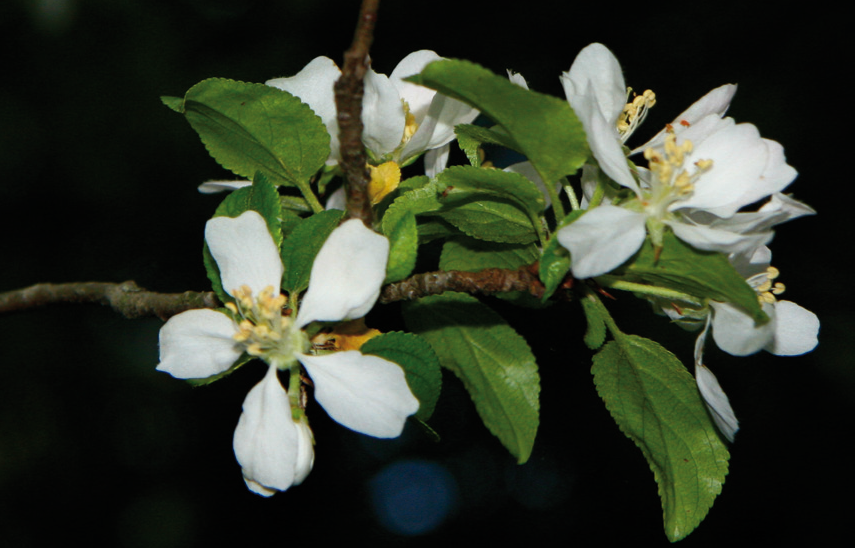
Fiori

Fiori (2) 3-6 (7) in corimbi; pedicello lungo 12–16 mm, peloso. Sepali triangolari, pubescenti, 2,3-3 × 6–8 mm, persistenti. Corolla stellata; petali 11-14 × 7–10 mm, concavi, più o meno intensamente colorati dal rosa al viola; artiglio pronunciato, lungo 1,5–2 mm. Stami a lunghi filamenti 5–7 mm, glabri; antere gialle. Stili 5, lunghi 7–9 mm, pelosi nella basale 1/2.

### Frutti

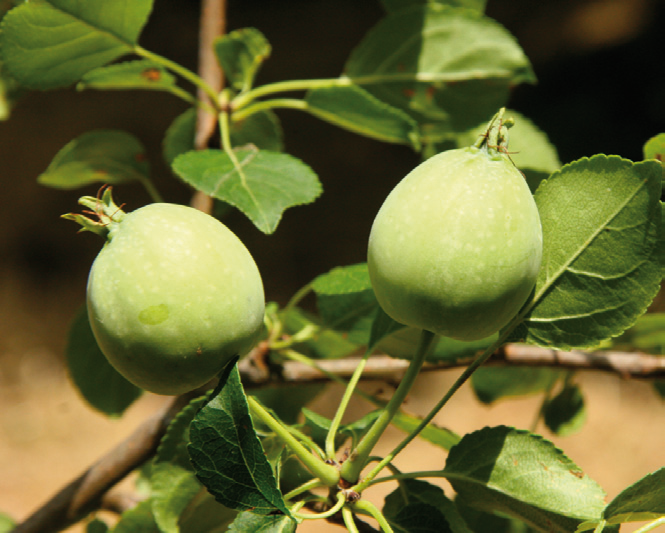
Frutti

Pomo 25-41 × 25–40 mm, globoso a ovoidale con semi sub-triangolari di 7-9 × 4–5 mm, marrone o marrone scuro, 1-2 per loculo.

## Distribuzione e habitat
Malus crescimannoi ha una distribuzione geografica limitata ad un'area localizzata nella parte nord-orientale della Sicilia che rientra in prevalenza nel territorio del Parco dei Nebrodi.

## Conservazione
La popolazione di Malus crescimannoi viene considerata prossima alla minaccia ma non sono stati forniti ancora dati sufficienti.